# Per-Olof Brogren
Per-Olof Allan Brogren (* 17. April 1939 in Göteborg) ist ein ehemaliger schwedischer Eisschnellläufer.

## Werdegang
Brogren, der für den IK Wega aus Göteborg startete, nahm von 1953 bis 1968 an nationalen Wettbewerben teil und wurde dabei im Jahr 1958 schwedischer Juniorenmeister im Mehrkampf. International startete er erstmals bei der Mehrkampfeuropameisterschaft 1959 in Göteborg, wo er den 18. Platz im Großen Vierkampf errang. Nach Platz 15 bei der Mehrkampfeuropameisterschaft 1960 in Oslo und Rang acht bei der Mehrkampfweltmeisterschaft 1960 in Davos zu Beginn der Saison 1959/60, belegte er im Februar 1960 in Squaw Valley bei seiner einzigen Teilnahme an Olympischen Winterspielen den 26. Platz über 500 m sowie den fünften Platz über 1500 m. Letztmals international startete er in der Saison 1960/61. Dabei lief er bei der Mehrkampfeuropameisterschaft 1961 in Helsinki erneut auf den 15. Platz und bei der Mehrkampfweltmeisterschaft 1961 in Göteborg auf den 25. Rang im Großen Vierkampf. Seine beste Platzierung bei schwedischen Mehrkampfmeisterschaften erreichte er im Jahr 1960 mit dem dritten Platz.

## Erfolge

### Olympische Spiele
- 1960 Squaw Valley: 5. Platz 1500 m, 26. Platz 500 m

### Mehrkampf-Weltmeisterschaften
- 1960 Davos: 8. Platz Großer Vierkampf
- 1961 Göteborg: 25. Platz Großer Vierkampf

### Mehrkampf-Europameisterschaften
- 1959 Göteborg: 18. Platz Großer Vierkampf
- 1960 Oslo: 15. Platz Großer Vierkampf
- 1961 Helsinki: 15. Platz Großer Vierkampf

## Persönliche Bestleistungen
| Disziplin | Zeit        | Datum             | Ort          |
| --------- | ----------- | ----------------- | ------------ |
| 500 m     | 42,7 s      | 24. Februar 1960  | Squaw Valley |
| 1000 m    | 1:29,5 min  | 20. Dezember 1958 | Wien         |
| 1500 m    | 2:11,1 min  | 28. Februar 1960  | Squaw Valley |
| 3000 m    | 4:50,0 min  | 12. März 1960     | Kiruna       |
| 5000 m    | 7:58,6 min  | 16. Februar 1960  | Squaw Valley |
| 10.000 m  | 17:19,9 min | 6. Februar 1960   | Davos        |